# Kohlhernie

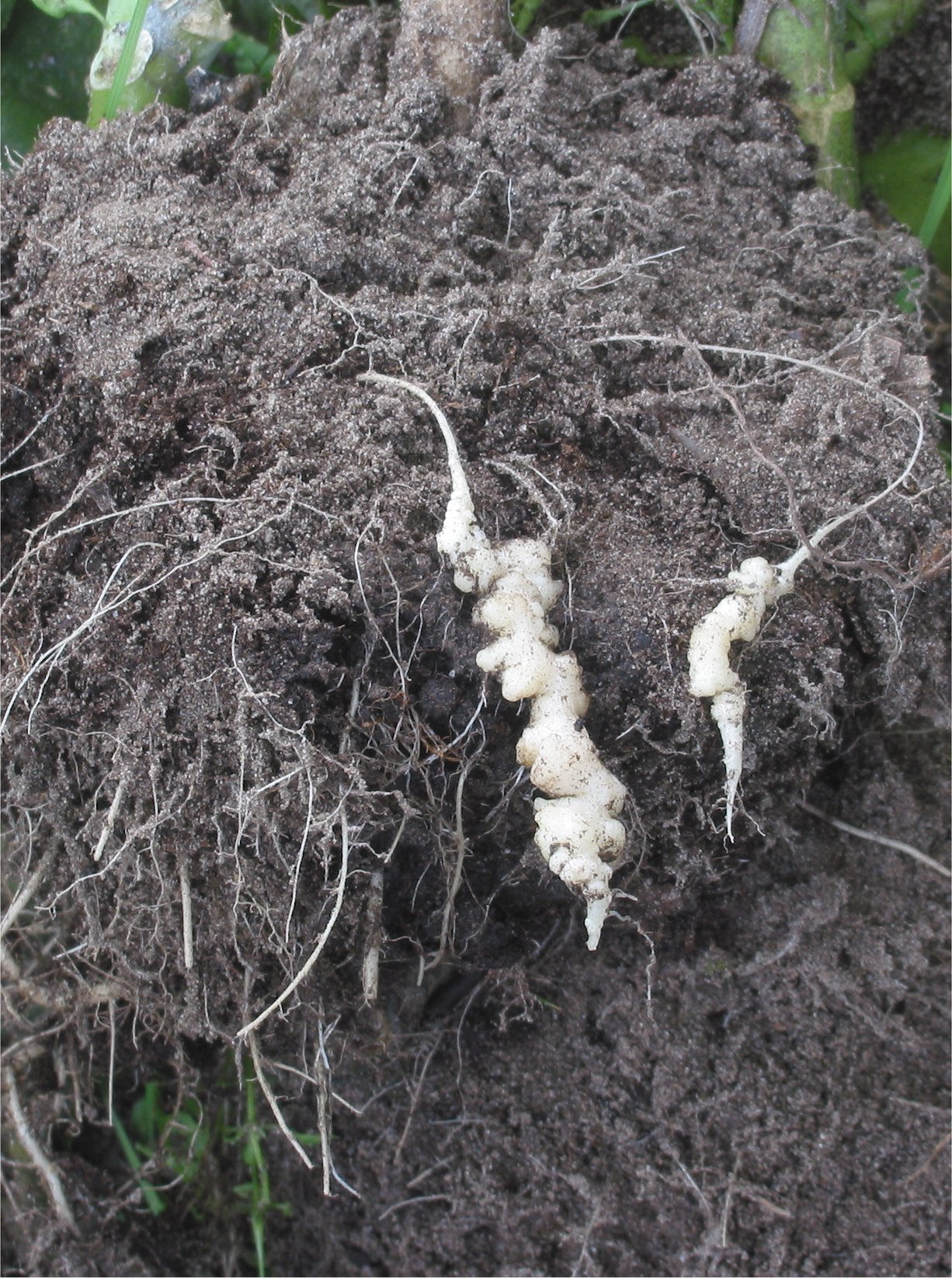
Kohlhernie an Blumenkohl

Kohlhernie ist der Name einer Pflanzenkrankheit, die durch den Erreger Plasmodiophora brassicae ausgelöst wird. Es handelt sich um einen parasitisch lebenden einzelligen Organismus, einen Protisten aus der Gruppe der Phytomyxea in den Cercozoa. Plasmodiophora brassicae kann die Wurzeln der meisten Kreuzblütengewächse befallen. Das Wirtsspektrum umfasst Nutzpflanzen wie Kohl, Raps, Senf und Rettich, Zierpflanzen und auch eine Vielzahl von Unkräutern. Da die Bodenverseuchung durch Plasmodiophora brassicae bis zu 20 Jahre anhalten kann, gilt die Kohlhernie als die am stärksten ertragsmindernde Krankheit im intensiven Kohlanbau.

## Schadbild
Ungesteuertes Wachstum der Zellen führt im Wurzelbereich zu knollenartigen, knotig verdickten Gallen. Diese Gallen beeinträchtigen bzw. zerstören Wurzel- und Leitgefäße. Es kommt zu einer Störung der Nährstoff- und Wasserversorgung (Welke der Blätter), welche die Pflanze so schwächt, dass sie unter dem Einfluss von Stressfaktoren wie hoher Verdunstung bei höheren Temperaturen und damit verbundenem Wassermangel häufig abstirbt.

## Bekämpfung
Da der Erreger viele Jahre im Boden überdauern kann, werden als „Bekämpfungsstrategie“ landwirtschaftlich-anbautechnische Gegenmaßnahmen wie Anbaupausen (mindestens 7 Jahre), langfristige Fruchtfolgen, gute Bodenbearbeitung zur Vermeidung von Staunässe oder der Anbau von Sorten der betroffenen Arten mit erhöhter Widerstandskraft sowie guter Wurzelregenerationsfähigkeit angesehen. Auch ein neutraler pH-Wert durch Bodenkalkung ist anzustreben (pH-Wert >7). Eine direkte Bekämpfung im Boden kann durch den gezielten Einsatz von Kalkstickstoff erfolgen.